# Herb gminy Czarnożyły
Herb gminy Czarnożyły – jeden z symboli gminy Czarnożyły, ustanowiony 30 czerwca 2005.

## Wygląd i symbolika
Herb przedstawia na tarczy dzielonej w słup błękitno-czerwonej strzemię złote, pod którym jedenaście gwiazd złotych w półokrąg; z nich środkowa nieco większa od pozostałych.
Złote strzemię oraz barwy herbu nawiązują do herbu szlacheckiego Strzemię, którym posługiwała się rodzina Brzostowskich – dawnych właścicieli Czarnożył. Natomiast gwiazdy symbolizują jedenaście sołectw wchodzących w skład gminy, większa z gwiazd oznacza wieś gminną – Czarnożyły.